# Школа Рін

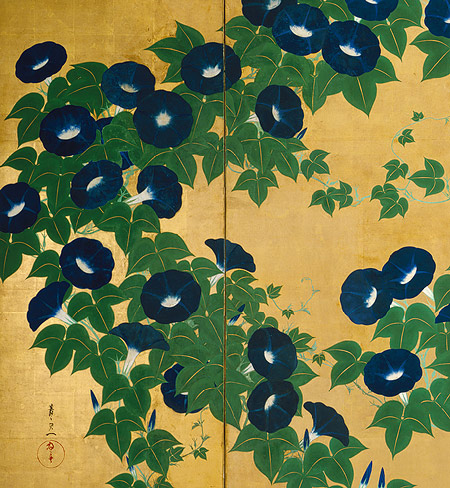
Іпомеї (початок 19 століття, ширма, Судзукі Кіїцу).

Школа Рін (яп. 琳派, りん‐ぱ, рім-па) — японська школа живопису 17 — 19 століття, періоду Едо.

## Короткі відомості
Патріархами школи Рін вважаються художники Таварая Сотацу (? — 1643 (?)) і Хон'амі Коецу (1558—1637). Вона набула розквіту завдяки діяльності Оґати Коріна (1658—1716).
Від імені Оґати Коріна школа отримала свою назву школа Коріна (яп. 光琳派, こうりんは, корін-ха) або скорочено «школа Рін». Також інколи називається школа Сотацу-Коріна (яп. 宗達光琳派, そうたつこりんは, сотацу корін-ха) або помилково школа Рімпа.
Особливостями стилю школи вважаються надмірна декоративність, використання яскравих кольорів, позолоти і срібла.
Традиції школи Рін успадкували художники Сакаї Хоїцу (1761—1828) та Судзукі Кіїцу (1796−1858).